# Mužský
Mužský je malá vesnice, část obce Boseň v okrese Mladá Boleslav ve Středočeském kraji. Nachází se asi 2,9 kilometru severovýchodně od Bosně. Zástavba vsi s řadou cenných příkladů lidové architektury je od roku 1995 chráněna jako vesnická památková rezervace. Vesnice leží na svahu kopce Mužský a s nadmořskou výškou intravilánu 375 až 400 metrů se jedná o nejvýše položenou ves mladoboleslavského okresu.

## Historie
První písemná zmínka o vesnici pochází z roku 1400.

## Obyvatelstvo
| Rok            | 1869 | 1880 | 1890 | 1900 | 1910 | 1921 | 1930 | 1950 | 1961 | 1970 | 1980 | 1991 | 2001 | 2011 | 2021 |
| -------------- | ---- | ---- | ---- | ---- | ---- | ---- | ---- | ---- | ---- | ---- | ---- | ---- | ---- | ---- | ---- |
| Počet obyvatel | 247  | 236  | 214  | 195  | 199  | 186  | 162  | 127  | 104  | 95   | 61   | 36   | 26   | 28   | 39   |
| Počet domů     | 31   | 32   | 33   | 36   | 36   | 36   | 38   | 41   | 32   | 31   | 24   | 26   | 30   | 32   | 32   |

## Obecní správa
Při sčítání lidu v letech 1850–1879 Mužský byl osadou obce Boseň v okrese Mnichovo Hradiště. V letech 1880–1963 byl samostatnou obcí v okrese Mnichovo Hradiště. V letech 1964–1987 byl znovu částí obce Boseň v okrese Mladá Boleslav. Od 1. ledna 1988 do 23. listopadu 1990 byl částí obce Kněžmost v okrese Mladá Boleslav. Od 24. listopadu 1990 je opět částí obce Boseň v okrese Mladá Boleslav.

## Pamětihodnosti
- Skupina památných jírovců a lip na návsi
- Přírodní rezervace Příhrazské skály